# دجبة

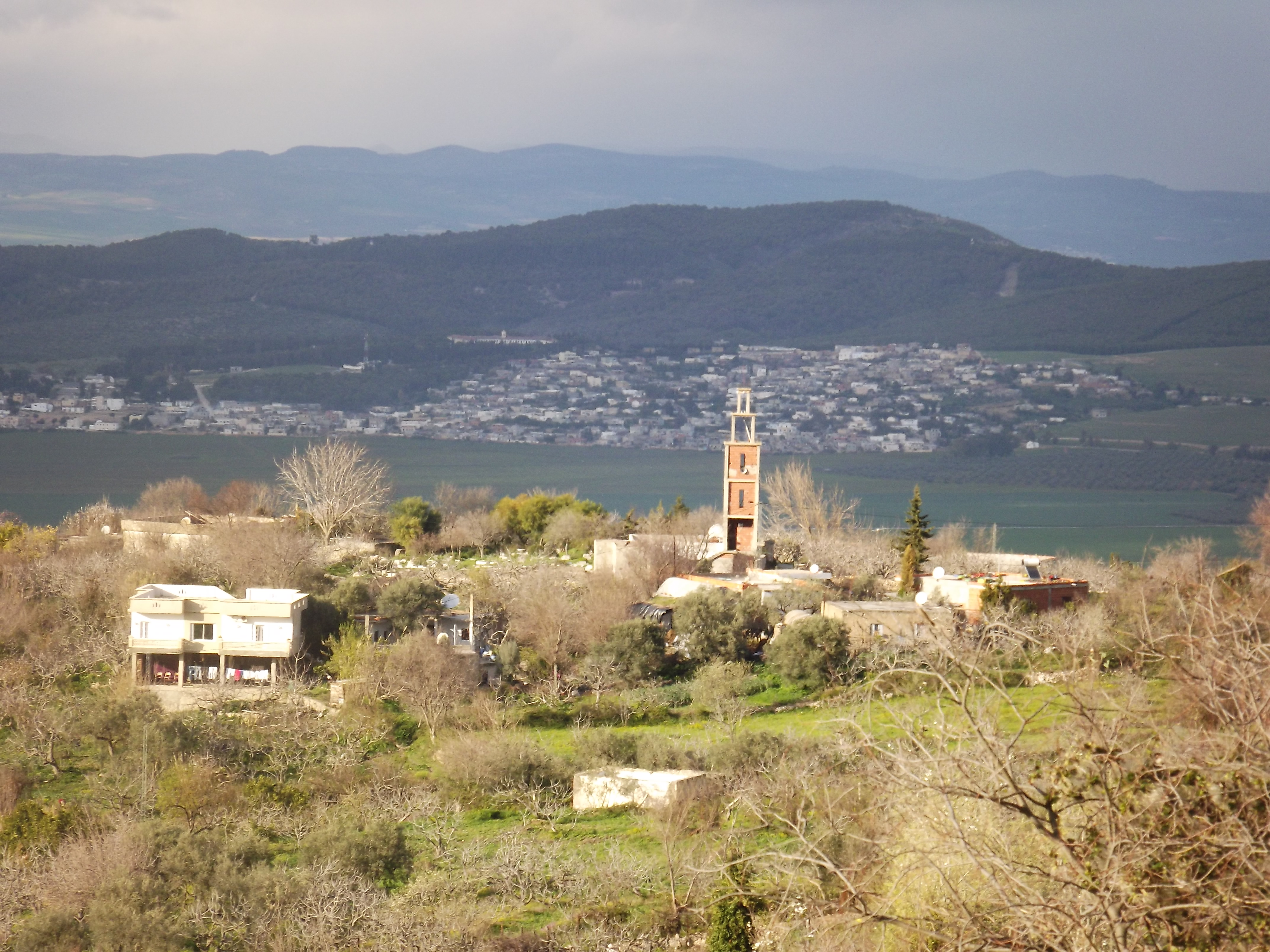
دجبة

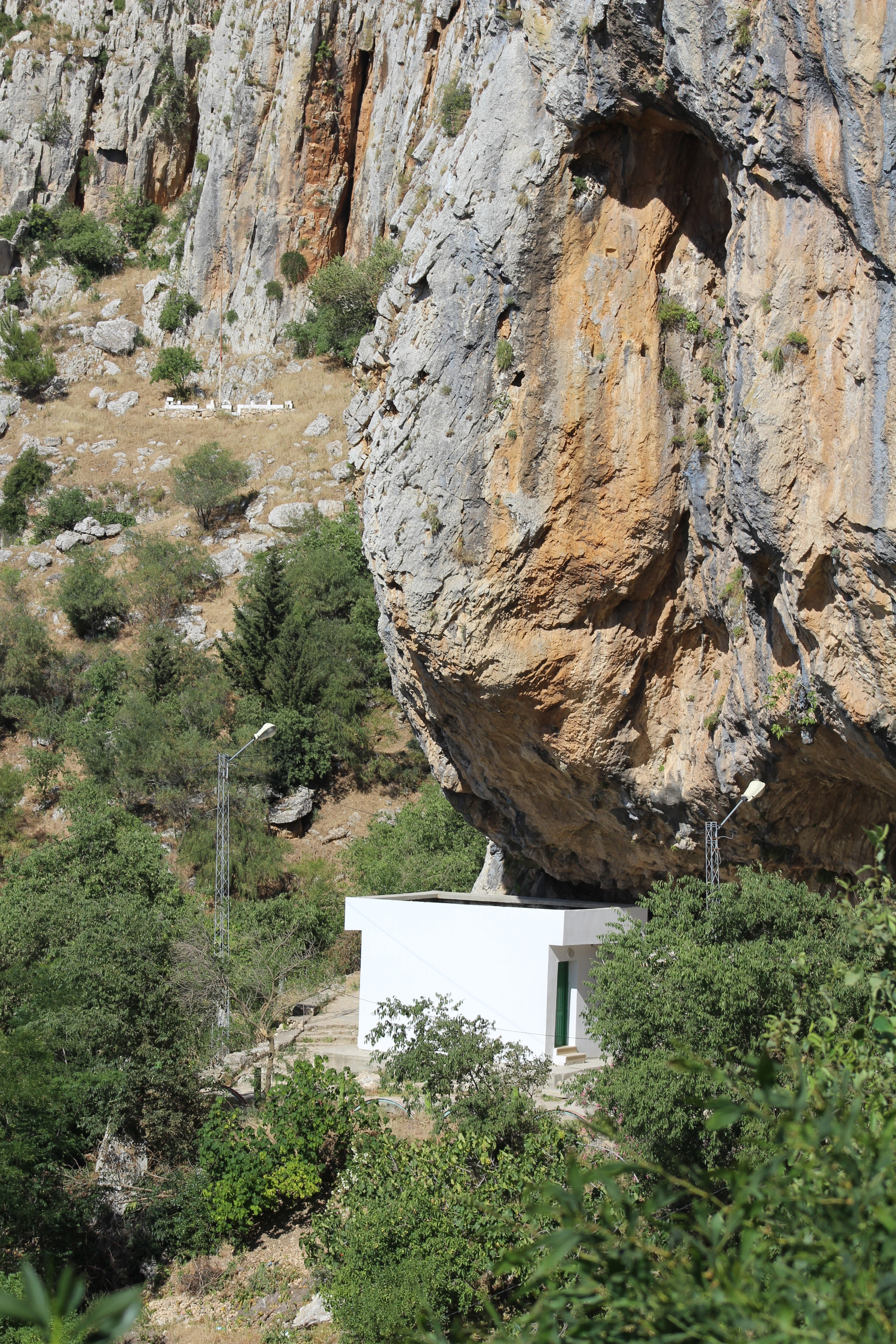
دجبة

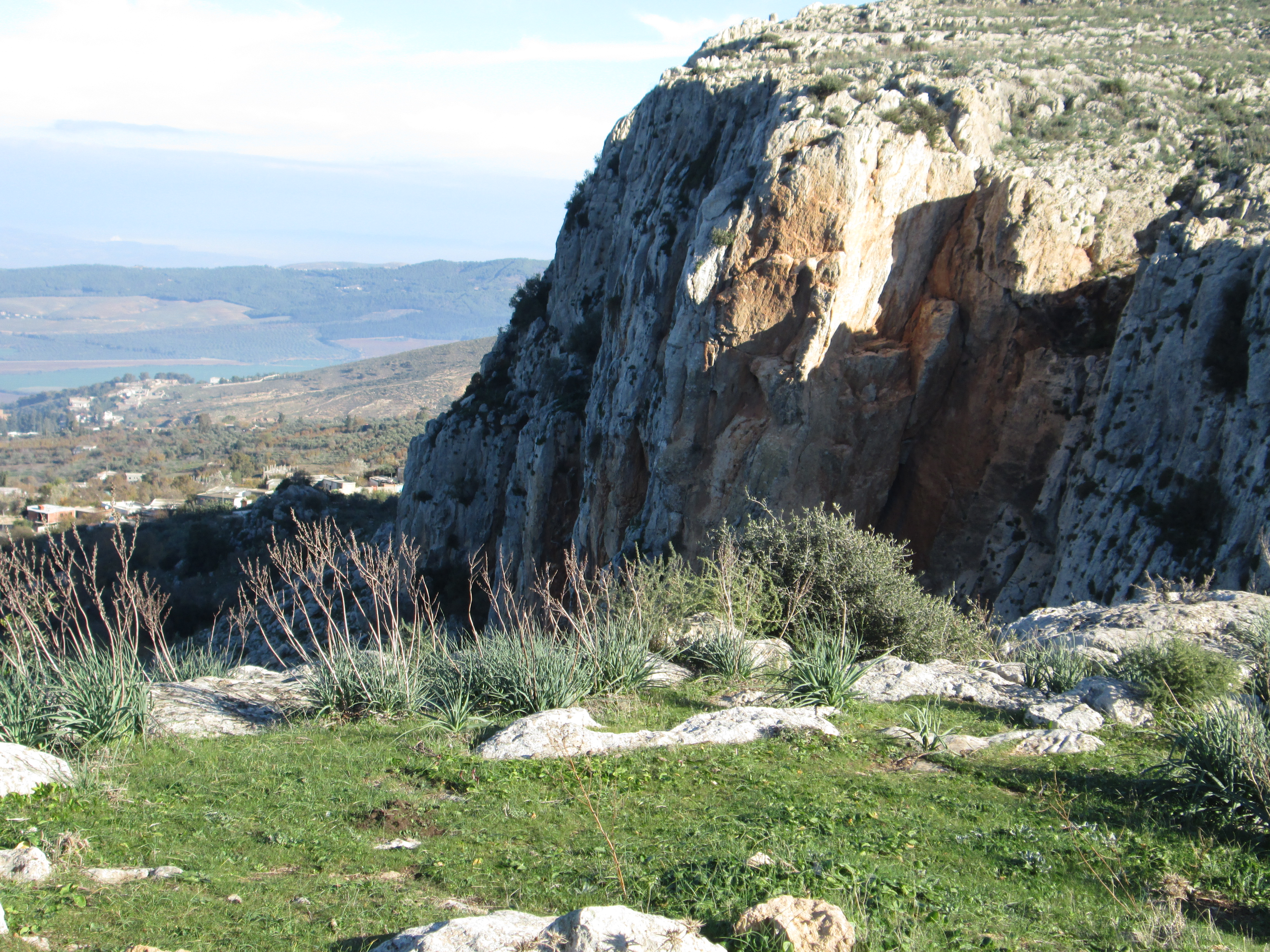
صورة من الأعلى بدجبّة

دِجِبّة قرية تقع في معتمدية تيبار بولاية باجة بالشمال الغربي التونسي. كان اسمها في العهد الروماني تِيگِيبّا بُورِ Thigibba Bure.
بلغ عدد سكّانها 3641 ساكن سنة 2004. ترقيمها البريدي 9042. من أهم الغراسات في دجبة نذكر التين ، السفرجل (3 أنواع) و الزيتون (15 نوعا) ، كما تحتوي المنطقة على 560 نبتة طبّية.

## مواضيع ذات علاقة
- جبل القراعة
- معتمدية تيبار
- ولاية باجة